# Liolaemus thermarum
Liolaemus thermarum este o specie de șopârle din genul Liolaemus, familia Tropiduridae, descrisă de Videla și Cei 1996. Conform Catalogue of Life specia Liolaemus thermarum nu are subspecii cunoscute.